# Академічне веслування на літніх Олімпійських іграх 1972
Змагання з академічного веслування на літніх Олімпійських іграх 1972 тривали з 27 серпня до 2 вересня на трасі для регати в Обершляйсгаймі. Розіграно 7 комплектів нагород, лише серед чоловіків. Це були останні Олімпійські ігри, на яких у цьому виді спорту не змагалися жінки.

## Країни, що взяли участь
Змагалися 440 веслувальників з 35-ти країн:
- Аргентина (18)
- Австралія (16)
- Австрія (16)
- Бельгія (5)
- Бермудські Острови (1)
- Бразилія (2)
- Болгарія (8)
- Канада (16)
- Чилі (1)
- Куба (7)
- Чехословаччина (21)
- Данія (12)
- НДР (26)
- Фінляндія (3)
- Франція (18)
- Велика Британія (17)
- Угорщина (15)
- Ірландія (1)
- Італія (21)
- Японія (3)
- Мексика (9)
- Нідерланди (21)
- Нова Зеландія (19)
- КНДР (6)
- Норвегія (16)
- Польща (16)
- Португалія (3)
- Румунія (9)
- СРСР (26)
- Швеція (1)
- Швейцарія (17)
- США (26)
- Уругвай (3)
- Західна Німеччина (26)
- Югославія (15)

## Таблиця медалей
| Місце               | Країна               | Золото | Срібло | Бронза | Загалом |
| ------------------- | -------------------- | ------ | ------ | ------ | ------- |
| 1                   | НДР (GDR)            | 3      | 1      | 3      | 7       |
| 2                   | СРСР (URS)           | 2      | 0      | 0      | 2       |
| 3                   | Нова Зеландія (NZL)  | 1      | 1      | 0      | 2       |
| 4                   | ФРН (FRG)            | 1      | 0      | 1      | 2       |
| 5                   | Чехословаччина (TCH) | 0      | 1      | 1      | 2       |
| 6                   | Аргентина (ARG)      | 0      | 1      | 0      | 1       |
| 6                   | Норвегія (NOR)       | 0      | 1      | 0      | 1       |
| 6                   | США (USA)            | 0      | 1      | 0      | 1       |
| 6                   | Швейцарія (SUI)      | 0      | 1      | 0      | 1       |
| 10                  | Нідерланди (NED)     | 0      | 0      | 1      | 1       |
| 10                  | Румунія (ROU)        | 0      | 0      | 1      | 1       |
| Загалом (11 збірна) | Загалом (11 збірна)  | 7      | 7      | 7      | 21      |

## Медальний залік

### Чоловіки
| Дисципліни                       | Золото | Срібло | Бронза |
| -------------------------------- | --- | --- | --- |
| Парні одиночки                   | Юрій Малишев (URS) | Альберто Демідді (ARG) | Вольфґанґ Ґюльденпфенніґ (GDR) |
| Парні двійки                     | Олександр Тимошинін і Геннадій Коршиков (URS)                                                                                  | Франк Гансен і Свейн Теґерсен (NOR)                                                                                               | Йоахім Бемер і Улі Шмід (GDR) |
| Розпашні двійки без стернового   | Зіґфрід Бріцке і Вольфґанґ Маґер (GDR)                                                                                         | Гайнріх Фішер і Альфред Бахманн (SUI)                                                                                             | Рул Лейненбюрґ і Рюд Стоквіс (NED) |
| Розпашні двійки зі стерновим     | НДР (GDR) Вольфґанґ Ґункель Єрґ Луке Клаус-Дітер Нойберт                                                                       | Чехословаччина (TCH) Олдржих Свояновський Павел Свояновський Владімір Петршичек                                                   | Румунія (ROU) Штефан Тудор Петре Чапура Ладіслау Ловренши                                                                                            |
| Розпашні четвірки без стернового | НДР (GDR) Франк Форбергер Франк Рюле Дітер Гран Дітер Шуберт                                                                   | Нова Зеландія (NZL) Дік Тонкс Дадлі Сторі Росс Колліндж Ноуел Міллс                                                               | ФРН (FRG) Йоахім Еріґ Петер Фуннекеттер Франц Гельд Вольфґанґ Плоттке                                                                                |
| Розпашні четвірки зі стерновим   | ФРН (FRG) Петер Берґер Ганс-Йоганн Фербер Ґергард Ауер Алоїс Бірль Уве Бентер                                                  | НДР (GDR) Дітріх Цандер Райнгард Ґуст Екгард Мартенс Рольф Йобст Клаус-Дітер Людвіґ                                               | Чехословаччина (TCH) Отакар Маречек Карел Неффе Владімір Янош Франтішек Провазник Владімір Петршичек                                                 |
| Вісімки                          | Нова Зеландія (NZL) Тоні Герт Вібо Велдмен Дік Джойс Джон Гантер Ліндсі Вілсон Джо Ерл Тревор Кокер Ґері Робертсон Саймон Дікі | США (USA) Лоуренс Террі Франклін Гоббс Піт Реймонд Тім Мікелсон Джин Клапп Білл Гоббс Клів Лівінґстон Майк Лівінґстон Пол Гоффман | НДР (GDR) Ганс-Йоахім Борцім Єрґ Ландфойґт Гарольд Дімке Манфред Шнайдер Гартмут Шрайбер Манфред Шморде Бернд Ландфойґт Гайнріх Медеров Дітмар Шварц |